# Saint-Mars-du-Désert (Mayenne)
Saint-Mars-du-Désert település Franciaországban, Mayenne megyében. Lakosainak száma 166 fő (2022. január 1.). Saint-Mars-du-Désert Saint-Aubin-du-Désert, Courcité, Saint-Germain-de-Coulamer, Saint-Georges-le-Gaultier és Saint-Paul-le-Gaultier községekkel határos.

## Népesség
A település népessége az elmúlt években az alábbi módon változott:
| Lakosok száma | 351  | 284  | 190  | 192  | 164  | 157  | 166  | 170  | 170  | 166  |
|               | 1968 | 1982 | 1990 | 2006 | 2013 | 2015 | 2017 | 2019 | 2020 | 2022 |